# Émile Albrecht
Émile Albrecht (ur. 30 grudnia 1899, zm. 11 lutego 1927 niedaleko Sankt Moritz) – szwajcarski wioślarz, dwukrotny medalista olimpijski.
Wystąpił na igrzyskach olimpijskich w Paryżu w 1924, gdzie Szwajcarzy w składzie: Émile Albrecht, Alfred Probst, Eugen Sigg, Hans Walter i Émile Lachapelle (sternik) zdobyli złoty medal w czwórkach ze sternikiem. W finale Szwajcarzy o 3,2 sekundy wyprzedzili osady Francji i Stanów Zjednoczonych. Na tej samej imprezie razem z Alfredem Probstem, Eugenem Siggiem i Hansem Walterem zdobył brązowy medal w czwórkach bez sternika. W finale wyprzedzili ich Brytyjczycy i Kanadyjczycy.
W czwórkach ze sternikiem zdobywał także złote medale na mistrzostwach Europy w Amsterdamie (1921) i mistrzostwach Europy w Como (1923). Na ME 1921 zwyciężył również w ósemkach. 
Zginął w katastrofie lotniczej.